# Flight 17
Flight 17 ist ein Jazzalbum von Horace Tapscott und The Pan-Afrikan Peoples Arkestra. Die 1978 entstandenen Aufnahmen erschienen 1978 als Langspielplatte, 1997 in erweiterter Form als Compact Disc und 2014 als Download auf Tom Albachs Label Nimbus West Records.

## Hintergrund
Abgesehen von einem Album, das 1969 auf Bob Thieles Label Flying Dutchman Records veröffentlicht wurde (The Giant Is Awakened), war Flight 17 das Aufnahmedebüt des Pianisten Horace Tapscott als Bandleader, notierte Scott Yanow. Das Pan-Afrikan Peoples Arkestra (bestehend aus zwei Pianisten, sechs Holzbläsern, zwei Posaunisten, Red Callender an Tuba, einem Cellisten, zwei Bassisten, einem Schlagzeuger) hatte einen ungewöhnlichen Klang und spielte zwischen 1978 und 1979 drei Alben ein. Weiteres Material der Gruppe erschien in späteren Jahren aus dem Nachlass, Why Don’t You Listen? Live at LACMA, 1998 (2019), Live at I. U. C. C. (2019) und Ancestral Echoes: The Covina Sessions, 1976 (2020).

## Das Pan Afrikan Peoples Arkestra
Tapscotts gründet mit anderen Musikern das Pan Afrikan Peoples Arkestra in den frühen 1970er Jahren nach seiner Rückkehr nach Los Angeles. Seine Absichten mit dem Arkestra bestanden darin, afroamerikanische Musik zu bewahren und Musik in der gesamten Gemeinschaft zu spielen, um alle zu erziehen und zu erheben, so wie es für ihn der Fall war, notierte Mike Sonksen. Einer der bekanntesten Songs des Arkestra, „The Dark Tree“, erklärt er in seiner Autobiographie, „hat mit dem Baum des Lebens einer dunklen Rasse zu tun, an dem alle vorbeigingen, und an seiner ganzen Geschichte. Der ganze Baum einer Zivilisation wurde einfach übergangen und im Dunkeln gelassen, aber da stand er still.“ Dieses Konzept von „The Dark Tree“ steht in direktem Zusammenhang mit seinen Bemühungen, schwarze Musik zu schützen und zu bewahren. Die Idee sei so zentral für Tapscott und das Pan Afrikan Peoples Arkestra, dass, als Steven L. Isoardi über den Titel für die erweiterte Geschichte des Ark[estra] nachdachte, „The Dark Tree“ die naheliegende Wahl war.

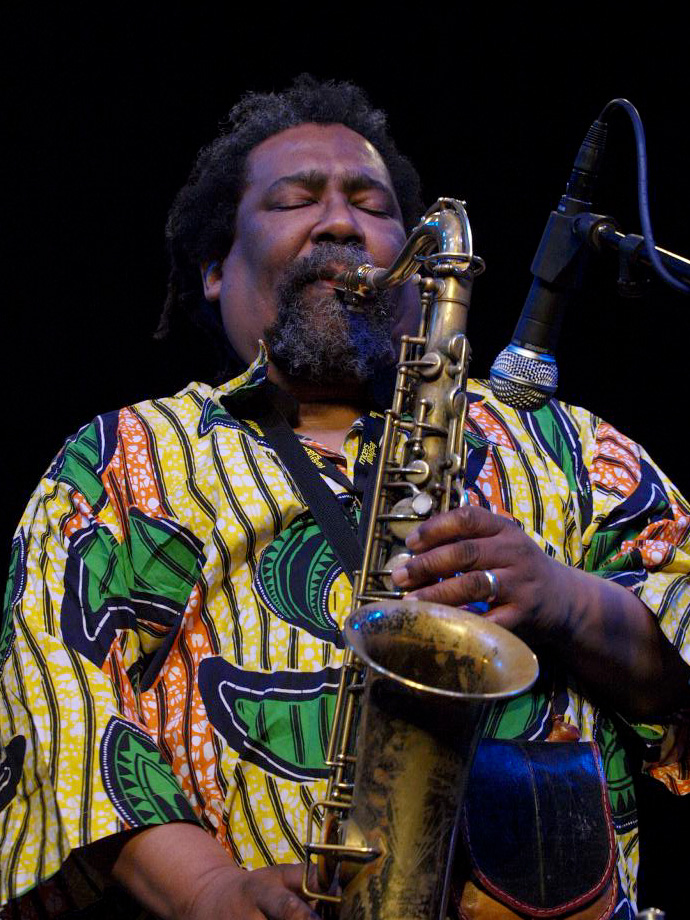
Sabir Mateen, moers festival 2008

Während seine Autobiografie Tapscotts Lebensgeschichte chronologisch erzählt, analysiert das Buch „The Dark Tree“ die Rolle des Arkestra für die afroamerikanische Gemeinschaft. Es beleuchtet das Ark[estra] selbst und Tapscotts Rolle als Community-Aktivist von seiner Highschool-Zeit bis in die späten 1990er-Jahre. Im Laufe von fast 40 Jahren spielten weit über 300 verschiedene Musiker irgendwann mit dem Arkestra. Einige der Musiker, die früh in ihrer Karriere mit The Ark begannen hatten, wie Arthur Blythe und Roberto Miranda, waren später sowohl als Solokünstler als auch mit verschiedenen Gruppen erfolgreich.
Isoardi beschreibt den bestimmenden Geist eines der Community verpflichteten Künstlers im ersten Kapitel des Buches The Dark Tree. Er schreibt: „Um soziale Kontinuität zu gewährleisten, haben Künstler und Musiker die Verantwortung ernst genommen, ihr Wissen und Können an die nächste Generation weiterzugeben. Dies geschah vor allem durch die handwerklichen und familiären Strukturen und durch die Teilnahme am gemeinschaftlichen Prozess, der Aufnahme, Anpassung und Nachahmung beinhaltet.“ Tapscott nannte es „die Magie weitergeben“, nachdem ihm Samuel Browne in sehr jungen Jahren gesagt hatte, dass er nur dann in das geheime Wissen eingeweiht werden könne, wenn er die Schule weitergibt, indem er Lehrer wurde. Tapscott erklärte oft, dass das Arkestra immer mindestens drei Generationen auf der gleichen Bühne hatte. Isoardi schreibt in „The Dark Tree“, dass „durch dieses Zusammenspiel von Jung und Alt, Unerfahrenen und Talentierten die musikalische Tradition gepflegt und weitergegeben wurde.“
Tapscott spielte mit dem Pan-Afrikan Peoples Arkestra etwa acht Jahre lang jeden letzten Sonntag im Monat in der Immanuel United Church of Christ (in der 85th Street, Ecke Holmes Street). Die Band spielte auf ihrem Debütalbum fünf Kompositionen von Mitgliedern der Gruppe, aber keine von Tapscott. Die Original-LP von 1978 wurde bei ihrer Wiederveröffentlichung um zwei Stücke („Coltrane Medley“ und „Village Dance“) ergänzt, die live in der Immanuel United Church of Christ aufgenommen worden waren.

## Titelliste
- Pan Afrikan Peoples Arkestra Conductor Horace Tapscott – Flight 17 (Nimbus West Records NS 135 C)[5]

1. Flight 17 (Herbert Baker) 15:57
2. Breeze (Herbert Baker) 3:13
3. Horacio (Roberto Miranda) 6:07
4. Clarisse (Jesse Sharps) 6:29
5. Maui (Kamonta Lawrence Polk) 7:55
6. Coltrane Medley (John Coltrane) 7:51
7. Village Dance (Sabir Mateen) 11:00

## Rezeption
Scott Yanow verlieh dem Album in Allmusic vier Sterne und schrieb, obwohl es einige einzelne Soli gibt (insbesondere von Tapscott), seien es vor allem die dichten und häufig aufregenden Ensemblepassagen, die in dieser avantgardistischen, aber rhythmischen Musik am bemerkenswertesten sind.
„Flight 17“ beginnt mit einem langen Klaviersolo, bevor die Bässe und die Flöte für den Rest der sechzehnminütigen Melodie eine einfache sich wiederholende Rhythmusfigur spielen, während die Bläser gemeinsam und frei improvisieren, notierte Joseph W. Washek. Das Stück wurde von Herbert Baker geschrieben, einem Pianisten/Komponisten aus South Central, der im Alter von 17 Jahren auf tragische Weise bei einem Autounfall ums Leben kam. „Flight 17“ sei ein erstaunlich ausgereiftes Werk und eines der Stücke dieser Konfiguration des Arkestra, bei dem es dem Sun Ra Arkestra am ähnlichsten klinge. „Breeze“ ist eine kurze Baker-Komposition für Tapscott und die Streicher und mutet an, als könnte es auch von Béla Bartók oder Prokofjew stammen, so Washek.
„Horacio“ von Bassist Roberto Miranda sei eine fröhliche, folkige Melodie, die an Salsamusik erinnert und swingend und schnell gespielt wird. „Clarisse“, ein Stück von Jesse Sharps, wechselt zwischen Balladenstil und Uptempo. Die Balladenpassage würde an eine Coltrane-Melodie erinnern – „After the Rain“. „Maui“ sei ein mittelschnelles Stück mit einer funkigen Basslinie, gespielt auf der Tuba von Red Callender, Gründungsmitglied der Wrecking Crew und Basslehrer von Charles Mingus. Es habe ein schwieriges Arrangement, das mehrere Stimmungen durchlaufe. Jesse Sharps liefere ein hervorragendes Sopransaxophon-Solo über Flöten, die im Hintergrund spielten, was ein weiteres Beispiel für Tapscotts kreatives Arrangieren sei.